# Mathias Bruun
Mathias Bruun – duński brydżysta, European Master (EBL).

## Wyniki brydżowe

### Zawody światowe
W światowych zawodach zdobył następujące lokaty:
| Mistrzostwa Świata. Konkurencja teamów | Mistrzostwa Świata. Konkurencja teamów | Mistrzostwa Świata. Konkurencja teamów   | Mistrzostwa Świata. Konkurencja teamów | Mistrzostwa Świata. Konkurencja teamów | Mistrzostwa Świata. Konkurencja teamów |
| Rok                                    | Miejsce                                | Zawody                                   | Kategoria                              | Drużyna                                | Pozycja                                |
| -------------------------------------- | -------------------------------------- | ---------------------------------------- | -------------------------------------- | -------------------------------------- | -------------------------------------- |
| 2001                                   | Paryż                                  | 35. Mistrzostwa Świata Teamów            | Trans                                  | Auken                                  | 12                                     |
| 1998                                   | Lille                                  | 10. Mistrzostwa Świata                   | Open                                   | Schaffer                               | 33                                     |
| 1997                                   | Hammamet                               | 33. Mistrzostwa Świata Teamów            | Trans                                  | Blakset                                | 43                                     |
| 1995                                   | Bali                                   | 5. Młodzieżowe Mistrzostwa Świata Teamów | Juniorzy                               | Denmark                                | 3                                      |
| 1993                                   | Aarhus                                 | 4. Młodzieżowe Mistrzostwa Świata Teamów | Juniorzy                               | Denmark                                | 4                                      |

| Mistrzostwa Świata. Konkurencja par | Mistrzostwa Świata. Konkurencja par | Mistrzostwa Świata. Konkurencja par | Mistrzostwa Świata. Konkurencja par | Mistrzostwa Świata. Konkurencja par | Mistrzostwa Świata. Konkurencja par |
| Rok                                 | Miejsce                             | Zawody                              | Kategoria                           | Partner                             | Pozycja                             |
| ----------------------------------- | ----------------------------------- | ----------------------------------- | ----------------------------------- | ----------------------------------- | ----------------------------------- |
| 2002                                | Montreal                            | 11. Mistrzostwa Świata              | Open                                | Jens Auken                          | 241                                 |
| 1998                                | Lille                               | 10. Mistrzostwa Świata              | Miksty                              | Stense Fraholt                      | 184                                 |

### Zawody europejskie
W europejskich zawodach zdobył następujące lokaty:
| Zawody europejskie. Konkurencja teamów | Zawody europejskie. Konkurencja teamów | Zawody europejskie. Konkurencja teamów    | Zawody europejskie. Konkurencja teamów | Zawody europejskie. Konkurencja teamów | Zawody europejskie. Konkurencja teamów |
| Rok                                    | Miejsce                                | Zawody                                    | Kategoria                              | Drużyna                                | Pozycja                                |
| -------------------------------------- | -------------------------------------- | ----------------------------------------- | -------------------------------------- | -------------------------------------- | -------------------------------------- |
| 2014                                   | Mediolan                               | 13. Puchar Europy                         | Open                                   | Schaltz - Den                          | 3                                      |
| 2008                                   | Amsterdam                              | 7. Puchar Europy                          | Open                                   | DNC - Denmark                          | 9                                      |
| 2005                                   | Bruksela                               | 4. Puchar Europy Teamów                   | Open                                   | Schaltz-Den                            | 2                                      |
| 2002                                   | Salsomaggiore                          | 46. Mistrzostwa Europy Teamów             | Open                                   | Denmark                                | 14                                     |
| 2001                                   | Teneryfa                               | 45. Mistrzostwa Europy Teamów             | Open                                   | Denmark                                | 6                                      |
| 1994                                   | Papendal                               | 14. Młodzieżowe Mistrzostwa Europy Teamów | Juniorzy                               | Denmark                                | 2                                      |
| 1992                                   | Paryż                                  | 13. Młodzieżowe Mistrzostwa Europy Teamów | Juniorzy                               | Denmark                                | 15                                     |

| Zawody europejskie. Konkurencja par | Zawody europejskie. Konkurencja par | Zawody europejskie. Konkurencja par | Zawody europejskie. Konkurencja par | Zawody europejskie. Konkurencja par | Zawody europejskie. Konkurencja par |
| Rok                                 | Miejsce                             | Zawody                              | Kategoria                           | Partner                             | Pozycja                             |
| ----------------------------------- | ----------------------------------- | ----------------------------------- | ----------------------------------- | ----------------------------------- | ----------------------------------- |
| 1993                                | Oberreifenberg                      | 2. Mistrzostwa Europy Par Juniorów  | Juniorzy                            | Jacob Ron                           | 11                                  |
| 1993                                | Bielefeld                           | 7. Mistrzostwa Europy Par           | Open                                | Jacob Ron                           | 209                                 |
| 1991                                | Fiesch                              | 1. Mistrzostwa Europy Par Juniorów  | Juniorzy                            | Henrik Iversen                      | 3                                   |

## Klasyfikacja
- Mathias Bruun – klasyfikacja WBF (ang.)
- Mathias Bruun – klasyfikacja EBL (ang.)